# Себыла, Владислав
Владислав Себыла (пол. Władysław Sebyła; 6 февраля 1902, Клобуцк — 11 апреля 1940, Харьков) — польский поэт.

## Биография
Окончил гимназию в г. Сосновец. Участвовал в Третьем силезском восстании за присоединение Силезии к Польше (1921). С 1922 учился на отделении полонистики Варшавского университета. Дебютировал книгой стихотворений Молитва (1927, в соавторстве). С 1927 входил в варшавскую литературную группу Квадрига, в 1929—1931 был редактором одноимённого журнала. В начале 1930-х по стипендии Фонда культуры побывал во Франции и Италии. Публиковал литературно-критические заметки, выступал с рецензиями на новые книги по радио. В 1938 был удостоен Польской Академией Литературы золотых Академических лавров.
С началом Второй мировой войны — подпоручик в польской армии. В сентябре 1939 года был взят в плен советскими войсками, вывезен на территорию СССР в Старобельский лагерь, расстрелян НКВД.

## Творчество
Религиозно-метафизическая поэзия Себылы сложилась под воздействием Норвида, польских символистов.

## Книги
- Песни крысолова/ Pieśni Szczurołapa (1930)
- Концерт для самого себя/ Koncert egotyczny (1934)
- Образ мысли/ Obrazy myśli (1938)

## Посмертная судьба
Оказал влияние на «поколение Колумбов» — в частности, на Тадеуша Гайцы. Чеслав Милош посвятил Себыле стихотворение, не раз писал о нём в стихах и прозе, упомянул его в своей Нобелевской речи.
В г. Верушув проводится поэтический конкурс имени Владислава Себылы (см.: ).

## Публикации на русском языке
- Чеслав Милош. Себыла, которого знают меньше. Владислав Себыла. Стихи// Новая Польша, 2004, № 4